# Halima Soussi
Halima Soussi, née le 29 août 1965 à Antibes, est une ancienne internationale française de basket-ball.

## Palmarès

### Club
compétitions nationales 
- Championne de France 1984, 1985, 1986, 1987

### Sélection nationale
Championnat du Monde
- 9e du Championnat du Monde 1994,  Australie

Championnat d'Europe
- 10-14e du Championnat d'Europe 1995,  République tchèque
- 8e du Championnat d'Europe 1989,  Bulgarie
- 8e du Championnat d'Europe 1987,  Espagne
- 8e du Championnat d'Europe 1985,  Italie

Championnat d'Europe junior
- 11e du Championnat d'Europe junior de 1984,  Espagne
- 7e du Championnat d'Europe junior de 1983,  Italie

Championnat d'Europe cadet
- 7e du Championnat d'Europe 1982 ,  Finlande

Autres
- Début en Équipe de France le 18 août 1983 à Budapest (Hongrie) contre la Hongrie
- Dernière sélection le 26 mai 1996 à Angers (France) contre la République tchèque